# Битва над Палмдейлом

Художественное изображение воздушного «боя»

«Битва над Палмдейлом» (англ. Battle of Palmdale) — событие, произошедшее в четверг 16 августа 1956 года в небе над Южной Калифорнией, когда два перехватчика из ВВС США попытались уничтожить вышедший из-под контроля беспилотный летательный аппарат. Несмотря на использование всего боекомплекта, истребители не смогли сбить беспилотник и были вынуждены вернуться на свой аэродром; сам беспилотник-беглец после выработки топлива упал в малонаселённой пустынной местности.
В ходе данного инцидента выпущенные перехватчиками боеприпасы, упав на землю, вызвали массовые пожары и нанесли значительный материальный ущерб в городе Палмдейл и прилегающей местности, лишь по счастливой случайности не приведя к человеческим жертвам. В ранних СМИ событие также известно под заголовком «Битва над Лос-Анджелесом» (англ. Battle of Los Angeles).

## Предыстория

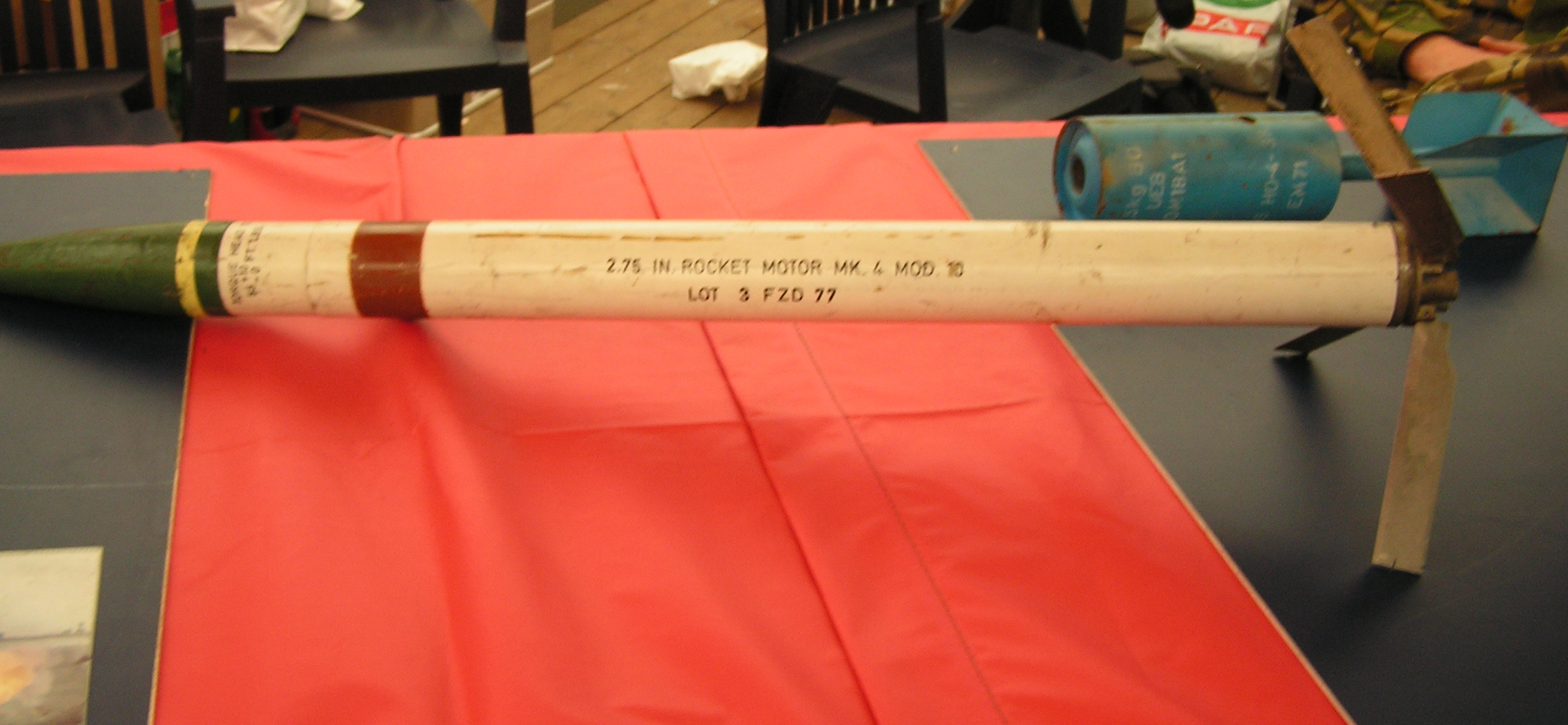
Ракета Mk 4 FFAR («Mighty Mouse») с раскрытым оперением

В самом конце 1940-х годов в США и, особенно, СССР на вооружение начали ставиться бомбардировщики с реактивными двигателями, которые были больше и быстрее предыдущих, а также лучше вооружены. Такие машины было сложно сбить с помощью пулемёта или авиапушки, что привело к началу работ по разработкам ракет класса «земля-воздух» и «воздух-воздух», включая AIM-7 Sparrow и AAM-N-10 Eagle.
К началу следующего десятилетия в США была принята на вооружение неуправляемая ракета со складывающимся оперением — Mk 4 Folding-Fin Aerial Rocket (FFAR), также известная как «Mighty Mouse» (с англ. — «Могучая мышь»). Данная ракета имея длину около 1,2 метра при диаметре 70 мм несла взрывчатый заряд массой 2,7 кг, что было достаточно для гарантированного уничтожения любого существовавшего на тот момент бомбардировщика. В то же время она имела низкую точность, которую конструкторы были вынуждены компенсировать запуском сразу нескольких десятков ракет из расчёта что хоть одна, да попадёт в цель. Для обучения лётчиков по использованию нового типа вооружения использовались самолёты-мишени, созданные путём переделки уже устаревших винтовых самолётов периода Второй мировой войны.
В начале 1954 года на вооружение ВВС США был принят истребитель-перехватчик Northrop F-89D Scorpion. На законцовках его крыльев размещались по одному удлинённому топливному баку, в передней трети каждого из которых находились по 52 трубы для запуска ракет FFAR, то есть боекомплект самолёта составлял 104 ракеты; пушечное вооружение при этом было полностью снято. Ракеты FFAR были осколочно-фугасного действия и имели эффективную дальность поражения около 1,8 км. В удлинённой носовой части перехватчика располагалась система управления огнём Hughes E-5 (со временем сменилась на E-11), состоящая из радара Hughes APG-40 и компьютера AN/APA-84, которая позволяла атаковать при заходе на цель под прямым углом, когда скорость сближения могла достигать 1000 узлов (1800 км/ч). Лётчик мог выпустить все 104 ракеты одним залпом, либо двумя (62 и 42 ракеты) или тремя (42, 32 и 30 ракет). К середине 1950-х годов эти истребители состояли на вооружении 39 эскадрилий, 30 из которых базировались от Аляски до Нью-Йорка и должны были защищать страну от гипотетического нападения армады советских стратегических бомбардировщиков.

## Инцидент

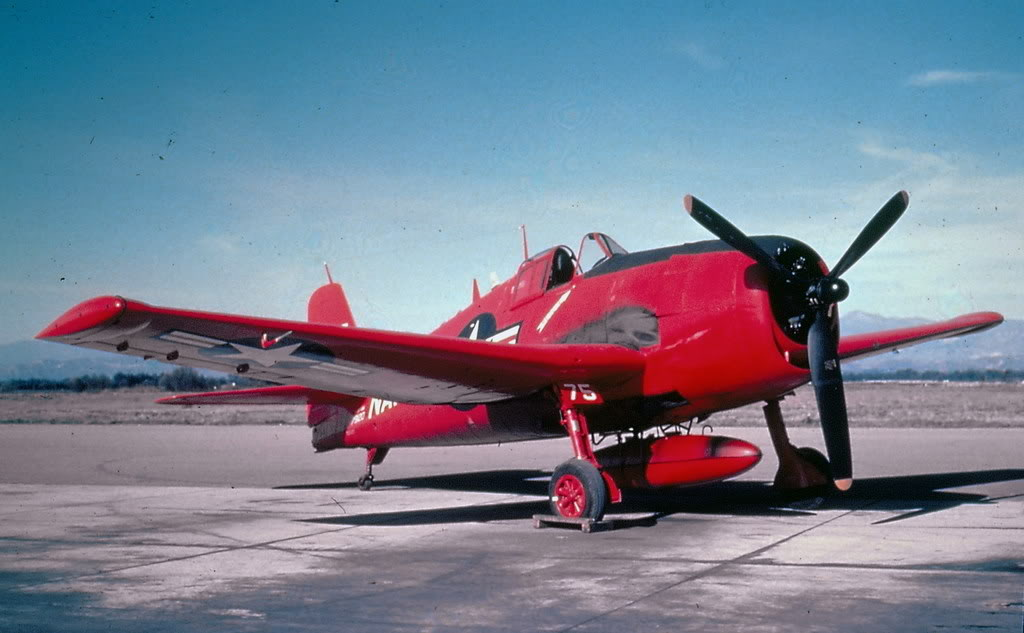
БПЛА F6F-5K Hellcat

Ясным утром 16 августа 1956 года должны были проводиться очередные учения, при этом в качестве мишени использовался радиоуправляемый F6F-5K Hellcat, окрашенный в красный и жёлтый цвета, что позволяло отличить его от другого самолёта, в котором летел оператор. В 11:34 по местному времени беспилотник вылетел из военно-морского испытательного центра Пойнт-Мугу и направился в сторону ракетного полигона, который находился над Тихим океаном неподалёку от данного центра. На начальном участке трассы он управлялся с земли, после чего управление должно было перейти к оператору с соседнего самолёта. Но спустя всего несколько минут после взлёта «Хеллкэт» вдруг перестал отвечать на команды, вместо этого выполнив над водой разворот на юго-восток, после чего при работающем на полной мощности двигателе продолжил набор высоты по направлению к побережью. Как впоследствии заявили эксперты, причиной этого мог стать либо отказ наземного передатчика, либо неисправность приёмника самолёта-мишени.
Ситуация резко обострилась, ведь курс беглеца пролегал прямо на Лос-Анджелес, расстояние до которого составляло примерно 50 миль (80 км). Пилотировавший соседний самолёт лейтенант-коммандер Куровски (J.J. Kurowski) тогда развернулся и попытался сбить беспилотник из своего пулемёта калибра .50, выпустив по нему весь боекомплект (200 патронов), но это оказалось тщетно. Действовавшие в то время стандартные инструкции позволяли морской авиации использовать вооружение только над морем, поэтому в сложившейся ситуации военно-морские силы США были вынуждены запросить помощь у ВВС.

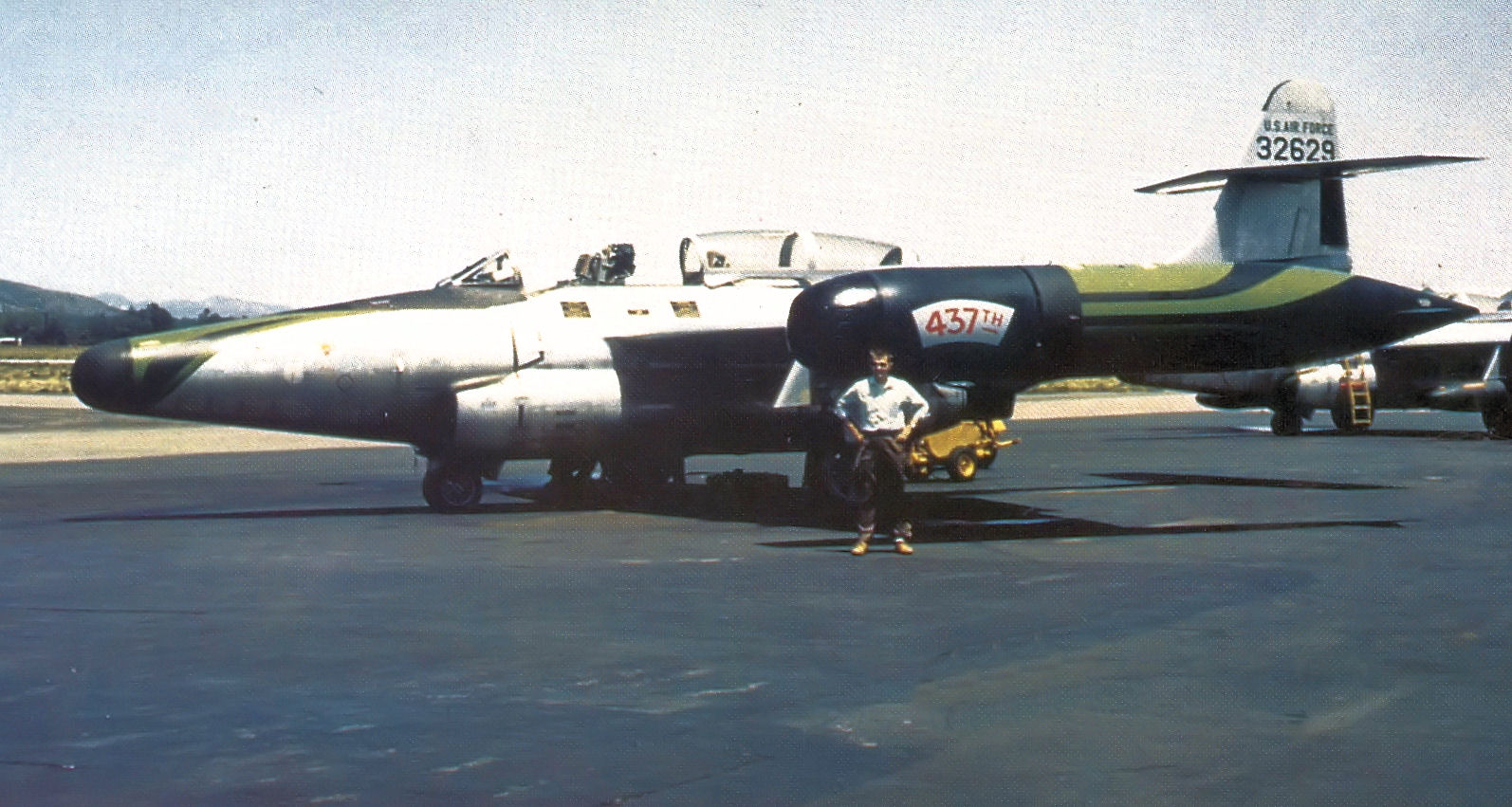
Перехватчик Northrop F-89D Scorpion из 437-й эскадрильи

В 8 километрах севернее от Пойнт-Мугу находилась авиабаза Окснард, в которой на тот момент базировалась 437-я эскадрилья истребителей-перехватчиков (414-я истребительная группа), на вооружении которой находились Northrop F-89D Scorpion с полностью ракетным вооружением. Через три минуты после получения сообщения о неуправляемом самолёте с авиабазы в небо поднялись два истребителя, первый из которых пилотировал 25-летний первый лейтенант Ханс Эйнстейн (Hans Einstein), за которым сидел оператор РЛС первый лейтенант Муррей (C.D. Murray), а второй — 26-летний первый лейтенант Ричард Хурлимэн (Richard Hurliman), за которым сидел первый лейтенант Уолтер Хэл (Walter Hale). Через некоторое время они обнаружили летящего на высоте около 30 тысяч футов (9 км) беглеца к северо-востоку от Лос-Анджелеса, при этом его продолжал сопровождать Куровски, чтобы предупредить остальные самолёты об опасности.
«Хеллкэт» периодически менял траекторию полёта, в том числе вскоре после обнаружения он вдруг повернул на юго-запад и пролетел над городом, после уже повернул на северо-запад, при этом лётчики истребителей не решались отрыть по нему огонь, чтобы обломки не упали на жилые районы. Лишь когда беспилотник оказался над западной частью относительно безлюдной Антилоповой долины, было решено его сбить, пока есть такая возможность. Однако тут экипажи «Скорпионов» столкнулись с неприятным фактом — компьютерная система, рассчитанная прежде всего на ночную атаку быстрых бомбардировщиков, летящих по прямой траектории, отказывалась наводиться на летающий фактически зигзагами тихоходный «Хеллкэт» и не давала запустить ракеты. Неожиданно самолёт-беглец вновь повернул на Лос-Анджелес, поэтому экипажи перехватчиков были вынуждены ожидать подходящего момента. Также они отключили автоматическую систему наведения, перейдя на ручное наведение. Ситуация для них ещё осложнялась тем, что хотя на модификации F-89D прицел поначалу сохранялся, но вскоре после появления относительно современной системы E-5 прицелы за ненадобностью убрали; из-за этого в текущей ситуации лётчики были вынуждены прицеливаться лишь приблизительно.
Красный самолёт развернулся над Санта-Паулой и затем пролетел над Филмором и Фрэйзиером. При пролёте близ Кастэйка один из истребителей зашёл в хвост беспилотнику и дал по нему залп из 42 ракет, однако ни одна из них не сбила последний. Аналогичный заход и атаку выполнил второй экипаж, но с тем же результатом. Над Ньюхоллом каждый из истребителей выпустил уже по 32 ракеты и также безуспешно. Когда беспилотник подлетал к Палмдейлу, каждый из экипажей выпустил по нему оставшиеся ракеты, однако и на сей раз он не был сбит.
Всего «Скорпионы» сделали по 10 заходов на цель, в трёх из которых открывали огонь. Однако ни одна из 208 ракет, выпущенных по самолёту-мишени, не смогла его уничтожить. Как позже утверждал в интервью Хурлимэн, он видел, как некоторые из выпущенных им ракет зацепили крыло беглеца, а Эйнстейн даже заявлял о попадании в нижнюю часть фюзеляжа, однако ни одна из попавших в цель ракет не взорвалась. По версии военно-воздушных сил, лётчики заходя на цель вручную осуществляли стрельбу на дистанции ниже минимальной, из-за чего ракеты в момент попадания ещё не успели взвестись в боевое состояние.
В 14 часов у неуправляемого беспилотника, который уже успел пролететь Палмдейл, закончилось топливо, в результате чего двигатель вскоре остановился. Войдя в пологую спираль, «Хеллкэт» начал постепенно снижаться, пока в 13 километрах к востоку от аэропорта Палмдейла не упал на землю. Перед самым ударом самолёт оборвал три провода ЛЭП компании Southern California Edison, после чего врезался правым крылом в землю, перевернулся и разрушился; пожара на месте падения не возникло.

## Последствия
Ракеты «Mighty Mouse» были спроектированы таким образом, чтобы в случае промаха мимо цели они после снижения скорости ниже определённого значения должны были деактивироваться. Однако из 208 выпущенных ракет удалось найти только 15 уцелевших, в том числе две в самом Палмдейле. Значительная часть ракет при ударе о землю детонировали, вызвав пожары и разрушения.
Первые ракеты упали близ Букетного каньона (Bouquet Canyon) в 11 километрах северо-восточнее Кастэйка и подожгли кустарники, вызвав пожар на площади от 50 до 75 акров.
Выпущенные при второй атаке ракеты вызвали пожары площадью от 75 до 100 акров уже на склонах каньона Пласерита (Placerita Canyon) близ Ньюхолла. В это время в каньоне стоял грузовик, в котором обедали двое рабочих. Услышав в небе шум они вышли, чтобы продолжить обед уже под соседним деревом, как несколько секунд спустя их грузовик оказался уничтожен упавшей ракетой. Помимо этого, ракеты подожгли нефтяные отстойники, принадлежащие Indian Oil Corporation, что значительно осложнило тушение пожара. Для его ликвидации были привлечены более 200 человек, включая 16 машинных рот, 5 патрулей, 6 лагерных бригад и 2 трактора. Также этот пожар едва не уничтожил завод Bermite Powder по выпуску взрывчатки и был остановлен в сотне метров от него лишь благодаря усилиям пожарных.
Ещё один пожар произошёл в Солд-Каньоне к западу от горы Глиссом. Здесь площадь возгорания превысила 300 акров и для его ликвидации были привлечены 350 человек, 4 трактора, 15 автоцистерн и 2 вертолета; ситуацию здесь удалось взять под контроль лишь к 15 часам следующего дня. Также небольшие пожары произошли и в окрестностях Санта-Клариты.
Так как третья атака на беспилотник осуществлялась уже практически над Палмдейлом, на город обрушились десятки ракет, вызвав значительные разрушения. Эдна Карлсон (Edna Carlson) утверждала, что один из осколков выбил окно, срикошетил от потолка и пробил стену, прежде чем остановился в шкафу в соседней комнате. У живущего в центре Хингла (J.R. Hingle) осколки изрешетили дом и гараж, едва не убив зашедшую в гости миссис Лилли Уилмингтэм (Lilly Willingham). Ларри и Бернис Кемптоны (Larry Kempton и Bernice Kempton, сын и мать) ехали в своей машине, когда перед ними врезалась в дорогу и взорвалась ракета, которая своими осколками разрушила переднее левое колесо, разбила лобовое стекло и пробила в нескольких местах радиатор и капот; люди в машине при этом не пострадали.
Общая площадь пожаров от падения ракет составила около 1000 акров (400 гектаров), а на их ликвидацию 500 пожарным потребовалось два дня.